# Vicariato apostolico di Abissinia
Il vicariato apostolico di Abissinia (in latino Vicariatus Apostolicus Abissiniae) è una sede soppressa della Chiesa cattolica in Etiopia.

## Storia
Le missioni cattoliche in Abissinia hanno origini remote. Nel corso del XVI secolo, grazie all'opera dei gesuiti portoghesi, fu istituito anche un patriarcato di Etiopia, di effimera durata (1555-1636).
La prefettura apostolica di Abissinia fu eretta nel 1839, ricavandone il territorio dal vicariato apostolico di Siria, Egitto, Arabia e Cipro (oggi vicariato apostolico di Aleppo). La missione fu affidata ai lazzaristi; i primi a raggiungere Adua, centro della missione, furono i padri Giustino de Jacobis, Giuseppe Sapeto e Luigi Montuori.
Il 4 maggio 1846 cedette una porzione del suo territorio a vantaggio dell'erezione del vicariato apostolico dei Galla (oggi vicariato apostolico di Harar).
Nel 1847 la prefettura apostolica fu elevata al rango di vicariato apostolico.
Nel 1850 la Santa Sede autorizzò il vicario apostolico Giustino de Jacobis e i suoi missionari a celebrare le funzioni secondo il rito ghe'ez.
Il 30 luglio 1855 Ghébrē Michele, religioso della Congregazione della missione e docente del seminario diocesano, fu denunciato dal patriarca copto all'imperatore d'Etiopia. Ghébrē Michele fu arrestato, torturato, accecato e condannato al carcere a vita: morì in prigionia durante un'epidemia di colera. Sarà beatificato da papa Pio XI il 3 ottobre 1926.
A partire dal 1865 i lazzaristi francesi subentrarono ai missionari italiani.
Fino al 1894 sede dei vicari apostolici era la città di Cheren in Eritrea. Di fatto, dal 1896 al 1937 la sede rimase vacante, e fu amministrata dai superiori lazzaristi della missione, che posero la loro sede a Alitena, una delle prime missioni fondate da san Giustino. Tra i superiori si ricordano Jean-Baptiste Coulbeaux (1897-1902) e Edouard Gruson (1902-1928).
Il 7 marzo 1928 il vicariato apostolico fu dato in amministrazione al delegato apostolico di Egitto e Arabia in forza del breve Romanorum Pontificum di papa Pio XI.
Il 25 marzo 1937, con una serie di bolle di Pio XI con lo stesso incipit Quo in Aethiopia, furono riviste le circoscrizioni ecclesiastiche dell'Etiopia dopo la proclamazione dell'Africa Orientale Italiana. Il vicariato apostolico di Abissinia fu soppresso e il suo territorio, dopo aver ceduto la Dancalia al vicariato apostolico di Eritrea, fu diviso tra le prefetture apostoliche del Tigrè (oggi eparchia di Adigrat), di Dessiè e di Gondar (queste ultime due oggi soppresse).

## Cronotassi dei vescovi
- San Giustino Sebastiano Pasquale de Jacobis, C.M. † (10 marzo 1839 - 31 luglio  1860 deceduto)
- Lorenzo Biancheri, C.M. † (31 luglio 1860 succeduto - 11 settembre 1864 deceduto)
- Louis Bel, C.M. † (11 luglio 1865 - 1º marzo 1868 deceduto)
- Jean-Marcel Touvier, C.M. † (29 novembre 1869 - 4 agosto 1888 deceduto)
- Jean-Jacques Crouzet, C.M. † (1º ottobre 1888 - 16 gennaio 1896 nominato vicario apostolico del Madagascar meridionale)
  - Sede vacante (1896-1937)
  - Sede soppressa